# اسفند
اسفند یا اِسپند (در تقویم رسمی افغانستان: حوت) دوازدهمین و آخرین ماه سال در گاه‌شماری هجری خورشیدی است. اسفند سومین و آخرین ماه فصل زمستان است. این ماه در سال‌های عادی ۲۹ روز و در سال‌های کبیسه ۳۰ روز دارد. این ماه از روز ۳۳۷م سال شروع می‌شود و در روز آخر سال (در سال‌های عادی روز ۳۶۵م و در سال‌های کبیسه روز ۳۶۶م) پایان می‌یابد.
برج فلکی اسپندماه برج حوت (ماهی) است که دوازدهمین برج فلکی از دایرةالبروج است. نماد برج اسپند، دوماهی نامیده می‌شود. عنصر این برج آب است.
در گاه‌شماری زرتشتی پنجمین روز هر برج نیز اسپند نام دارد و دراسپندروز از اسپندماه، جشن سپندارمذگان برگزار می‌شود. ایزد این ماه امشاسپندسپندارمذ است.

## واژه‌شناسی
این واژه در اوستایی «سْپِنْتَه آرمَئیتی»(Spenta-Ârmaiti) می‌باشد و نام چهارمین امشاسپند است، از دو بخش «سپنته»(Spenta) یا «سپند» به معنای پاک و مقدس و «آرمئیتی»(Ârmaiti) به معنای فروتنی و بردباری تشکیل شده است و در کل به معنای فروتنیِ پاک و مقدس است. این واژه در پهلوی «سپندارمت»(SpandÂrmat) و در فارسی «اسپندارمزد» و «سپندارمزد» و «اسپند» و «اسفند» شده است.
خیام در رساله‌ای موسوم به نوروزنامه که جزو رسایل منسوب به اوست، دربارهٔ این نام می‌نویسد:
«بدان جهت این ماه را اسفندارمذ نامیده‌اند که اسفند به زبان پهلوی به معنی میوه است، یعنی اندر این ماه، شکوفه‌های میوه‌ها و گیاهان به روییدن و آماده شدن برای رُستن آماده شوند و اندر این ماه، آفتاب، اندر برج حوت باشد.»

## رویدادها

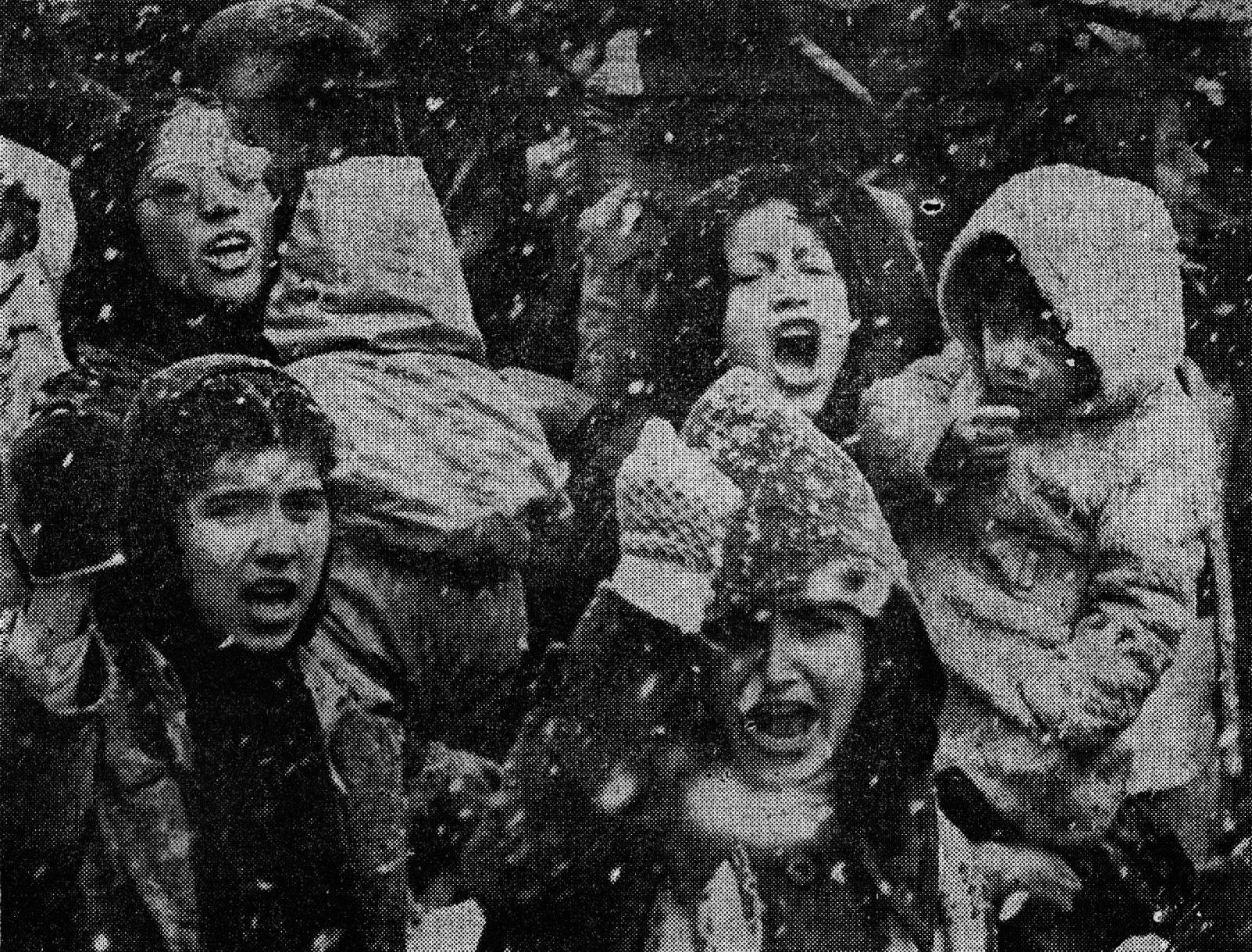
تظاهرات ۱۷ اسفند ۱۳۵۷ مصادف با روز جهانی زن در تهران. در توضیح تصویر در روزنامه آمده: «کودک به بغل فریاد می‌زند، مشت گره می‌کند و همهٔ آزادی را طلب می‌کند، نه کمتر.»

- ۱۳۸۸ - فرمانده نیروی انتظامی تهران بزرگ در جریان اعتراضات مردمی جنبش سبز از کار برکنار شد.
- ۱۳۸۹ - ادامه اعتراضات جنبش سبز در ۱ اسفند ۱۳۸۹.
- ۱۲۸۹ - با تنظیم تاریخ رسمی کشور بر اساس گاه‌شماری هجری خورشیدی، استفاده از تقویم هجری قمری ممنوع شد.[۲]
- ۱۳۸۸ - دستگیری عبدالمالک ریگی
- ۱۳۸۸ - ثبت جهانی نوروز در مجمع عمومی سازمان ملل
- ۱۳۶۳ - تأسیس سازمان مطالعه و تدوین کتب علوم انسانی دانشگاه‌ها (سمت)
- ۱۳۱۷ - محمدرضا پهلوی برای ازدواج با فوزیه، خواهر ملک فاروق پادشاه مصر، به این کشور سفر کرد.
- ۱۳۱۸ - برای انجام سرشماری در شهر تهران، مردم شهر از خروج از خانه‌ها منع شدند. جمعیت تهران بر طبق این سرشماری ۵۴۰ هزار نفر اعلام شد.
- ۱۳۸۸ - ماهنامه ایراندخت و نشریه سینا لغو امتیاز و روزنامه اعتماد توقیف شد.[نیازمند منبع]
- ۱۳۲۱ - شیوع بیماری تیفوس در تهران به دلیل وخامت وضع زندگی مردم هنگام اشغال نظامی ایران در جنگ جهانی اول
- ۱۳۲۴ - دکتر محمد مصدق، نمایندهٔ تهران در مجلس شورای ملی، شدیداً به شوروی که حاضر به خارج ساختن نیروهایش از ایران نمی‌شد، اعتراض کرد.
- ۱۳۲۹ - اجتماعات مردم تهران برای ملی‌شدن صنعت نفت و لغو قرارداد نفت با انگلستان، گسترش یافت.
- ۱۳۵۷ ‐ تأسیس کمیته امداد امام خمینی به دستور سید روح‌الله خمینی
- ۵۵۱ - ساخت تالار جدیدی در کاخ سلطنتی تیسفون که به نام طاق کسرا شهرت یافت، به پایان رسید.
- ۱۲۹۶ - گروهی از مردم تهران در میدان توپخانه اجتماع کردند و ضد انگستان و موافقتامهٔ تقسیم ایران شعار دادند.
- ۱۳۸۷ - نایب قهرمانی تیم کشتی آزاد ایران در مسابقات جام جهانی کشتی تهران با شکست مقابل تیم کشتی آذربایجان.
- ۱۲۹۰ - انتشار روزنامه بخارای شریف نخستین روزنامهٔ فارسی آسیای میانه در بخارا.
- ۱۳۷۹ - ثبت سد کریت در فهرست آثار باستانی ایران.
- ۱۳۷۹ - تخریب تندیس‌های بودا در بامیان توسط رژیم طالبان در افغانستان[۳]
- ۱۳۹۲ - جنایت قتل غزاله شکور دانشجوی هنر ایران و اتریش - ۱۲ اسفند
- ۱۳۹۲ - دستگیری آرمان عبدالعالی؛ دوست و عامل جنایت قتل غزاله شکور - ۲۰ اسفند[۴]
- ۱۳۹۹ - تأیید نهایی حکم قصاص آرمان عبدالعالی؛ عامل جنایت قتل غزاله شکور در دیوان عالی کشور - ۱۰ اسفند[۵]
- ۱۳۹۹ - ارسال نهایی پرونده جنایی آرمان عبدالعالی؛ دوست و عامل جنایت قتل غزاله شکور به واحد اجرای احکام - ۱۳ اسفند[۶]

## مناسبت‌ها
1. جشن اسفندی / جشن آبسالان
2. جشن اسفندگان، اسفندگان یا جشن سپندارمذگان گرامیداشت زمین و بانوان
3. روز بزرگداشت خواجه نصیرالدین طوسی، روز مهندسی

- ۱۵- روز درختکاری[۷]

1. روز بزرگداشت سید جمال الدین اسدآبادی
2. جشن نوروز رودها
3. جشن گلدان
4. ملی شدن صنعت نفت

- چهارشنبه‌سوری

## نامگذاری‌ها
- روز مهندسی در ایران[۸][۹]
- روز احسان و نیکوکاری.[۱۰]
- روز ملی حمایت از حقوق مصرف‌کنندگان[۸]
- روز امور تربیتی و تربیت اسلامی[۸]
- روز ملی شدن صنعت نفت

## زادروزها
- ۱۲۵۶ - رضاشاه، نخستین پادشاه دودمان پهلوی
- ۱۲۸۱ - دکتر محمود حسابی، فیزیکدان ایرانی
- ۱۲۸۵ - پروین اعتصامی، شاعر
- ۱۲۸۵ - بهرام آریانا، با نام اصلی حسین معتمدی منوچهری تنکابنی[۱۱] در پاریس) ارتشبد نیروی زمینی شاهنشاهی و فرمانده آن نیرو
- ۱۲۸۹ - محمود طالقانی، روحانی شیعه و نواندیش دینی و فعال سیاسی و اجتماعی
- ۱۲۹۹ - آرمان هوسپیان، بازیگر سینما و کارگردان
- ۱۳۰۱ - فرخ‌رو پارسا، وزیر آموزش و پرورش ایران از ۱۳۴۷ تا ۱۳۵۴
- ۱۳۰۱ - مرتضی حنانه، موسیقی‌دان و آهنگساز
- ۱۳۰۱ - عبدالحسین زرین کوب، تاریخ‌نگار و نویسنده
- ۱۳۰۳ - امیرحسین آریان‌پور، نویسنده، فرهنگ‌نویس، مترجم
- ۱۳۰۳ - دلکش، خواننده
- ۱۳۰۵ - احمد جنتی، عضو فقها و دبیر شورای نگهبان و امام جمعه موقت تهران
- ۱۳۰۵ - ناصر مکارم شیرازی، مرجع تقلید شیعه
- ۱۳۰۵ - سیاوش کسرایی، شاعر
- ۱۳۰۶ - هوشنگ ابتهاج، شاعر
- ۱۳۰۷ - مهدی اخوان ثالث، شاعر
- ۱۳۰۸ - بیژن ترقی، شاعر و ترانه‌سرای
- ۱۳۰۹ - عماد رام، خواننده و آهنگساز
- ۱۳۰۹ - بهمن محصص، نقاش
- ۱۳۰۹ - ریزعلی خواجوی، مشهور به دهقان فداکار
- ۱۳۱۱ - یدالله طارمی، شاعر ایرانی
- ۱۳۱۲ - فهیمه راستکار، بازیگر و دوبلور
- ۱۳۱۴ - پروین میکده، بازیگر
- ۱۳۱۶ - بهروز وثوقی، بازیگر
- ۱۳۱۸ - بهمن رجبی، نوازنده تنبک و مؤلف موسیقی ایرانی
- ۱۳۲۰ - میرحسین موسوی، سیاستمدار
- ۱۳۲۳ - شهریار شفیق، نوه رضاشاه، افسر ارشد نیروی دریایی ارتش شاهنشاهی ایران
- ۱۳۲۳ - پروانه امیر افشاری، حمیرا، خواننده
- ۱۳۲۵ - عمران صلاحی، نویسنده
- ۱۳۲۶ - مجید انتظامی، آهنگساز و نوازنده ابوا
- ۱۳۲۸ - فاطمه واعظی، پریسا، خواننده
- ۱۳۲۸ - مسعود فردمنش، خواننده و ترانه‌سرا
- ۱۳۳۵ - محمد خردادیان، رقصنده، طراح رقص و بازیگر تئاتر
- ۱۳۳۵ - قاسم سلیمانی، یکی از فرماندهان نیروی قدس سپاه پاسداران انقلاب اسلامی
- ۱۳۴۷ - مرجانه گلچین، بازیگر
- ۱۳۴۹ - حسن محمودی، روزنامه‌نگار و منتقد ادبی
- ۱۳۵۰ - سعید آقاخانی، بازیگر و کارگردان و نویسنده
- ۱۳۵۲ - کریم باقری، بازیکن فوتبال
- ۱۳۵۶ - امیر شهلا، سیاستمدار
- ۱۳۵۷ - شقایق دهقان، بازیگر و نویسنده
- ۱۳۵۸ - غزل شاکری، بازیگر، خواننده، طراح صحنه و طراح لباس
- ۱۳۵۸ - مهدی امیرآبادی، بازیکن فوتبال
- ۱۳۶۳ - عادل کلاه‌کج، بازیکن فوتبال
- ۱۳۶۷ - عالیه صبور، دکترای متالورژی و جوان‌ترین استاد دانشگاه در جهان
- ۱۳۷۴ - آرمان عبدالعالی، بسکتبالیست، دوست و عامل جنایت قتل غزاله شکور
- ۱۳۸۸ - یونا تدین، بازیگر سینما، نمایش خانگی و تلویزیون

## درگذشت‌ها
- ۱۲۷۵ - سید جمال‌الدین اسدآبادی، متفکر سیاسی
- ۱۳۰۴ - ایرج میرزا، شاعر و طنزپرداز معاصر
- ۱۳۰۸ ‐ احمدشاه قاجار، آخرین شاه سلسله قاجار
- ۱۳۲۴ ‐ احمد کسروی، تاریخ‌نویس و پژوهشگر ایرانی که به قتل رسید.
- ۱۳۲۹ - ترور سپهبد حاجیعلی رزم‌آرا، نخست‌وزیر محمدرضا شاه پهلوی به دستور نواب صفوی.[۱۲]
- ۱۳۳۴ - علی اکبر دهخدا، نویسنده و پژوهشگر ایرانی
- ۱۳۴۵ ‐ محمد مصدق، دولت‌مرد و نخست‌وزیر ایرانی[۱۳]
- ۱۳۵۲ - حسین تهرانی، نوازنده تنبک ایرانی.
- ۱۳۵۴ - مجید وفادار، آهنگساز و نوازنده ویولن
- ۱۳۶۰ - تاج‌الملوک آیرُملو، معروف به «ملکه مادر» دومین همسر رضاشاه پهلوی
- ۱۳۶۲ - محمد ابراهیم همت، نظامی ایرانی
- ۱۳۶۲ - حمید باکری، نظامی ایرانی
- ۱۳۶۳ - مهدی باکری، نظامی ایرانی
- ۱۳۷۱ - هاشم آملی، مرجع تقلید ایرانی
- ۱۳۷۷ - ابوالحسن ابتهاج بانکدار و از رؤسای سازمان برنامه
- ۱۳۷۸ - بابکن آودیسیان، تهیه‌کننده سینما ایرانی ارمنی‌تبار بود.
- ۱۳۸۸ - فرمان بهبود، نوازنده و مدرس پیانو
- ۱۳۸۹ - عباس امیری مقدم، بازیگر
- ۱۳۸۹ - مهری ودادیان، بازیگر سینما و تلویزیون ایرانی
- ۱۳۸۹ - ابوالقاسم گرجی، فقیه و حقوقدان ایرانی، نوزدهمین رئیس دانشگاه تهران
- ۱۳۸۹ – محمود ماهرالنقش، معماری و کاشیکار ایران
- ۱۳۹۰ - سیمین دانشور، نویسنده، شاعر، مترجم ایرانی و همسر جلال آل‌احمد (زاده ۸ اردیبهشت ۱۳۰۰)
- ۱۳۹۱ - عزیزالله خوشوقت، عالم، عارف و مجتهد ایرانی (زادهٔ ۱۰ مهر ۱۳۰۵)
- ۱۳۹۲ - پروین میکده، بازیگر
- ۱۳۹۲ - غزاله شکور، دانشجوی هنر ایران و اتریش و مقتول
- ۱۳۹۵ - علی معلم، کارگردان و منتقد سینما
- ۱۳۹۷ - یدالله ثمره، زبانشناس
- ۱۴۰۰ - زهره فکور صبور، بازیگر سینما و تلویزیون
- ۱۴۰۱ - شهرام عبدلی، بازیگر سینما و تلویزیون